# 萨帕达
萨帕达（義大利語：Sappada），是意大利威尼托大区贝卢诺省的一个市镇。总面积62.73平方公里，人口1314人，人口密度20.9人/平方公里（2009年）。国家统计（ISTAT）代码为025052。